# Ллангернив
Ллангернив — деревня в Уэльсе. Является административным центром одноименной общины. Входит в округ Конуи.

## География
Деревня расположена на шоссе A548 между Ланрустом и Лланвайр-Пуллгуингиллом.

## Население
По данным переписи 2011 года, население общины составляло 1079 человек, из которых 63,7 процента говорили на валлийском языке.

## Достопримечательности
На кладбище приходской церкви святого Дигейна находится тисовое дерово, возраст которого оценивается более чем в 4000 лет. Это дерево считается старейшим деревом Европы.